# Aulhat-Flat
Aulhat-Flat ist eine französische Gemeinde mit 938 Einwohnern (Stand 1. Januar 2022) im Département Puy-de-Dôme in der Region Auvergne-Rhône-Alpes. Sie gehört zum Kanton Issoire und zum Arrondissement Issoire.
Sie entstand mit Wirkung vom 1. Januar 2016 als Commune nouvelle durch die Zusammenlegung der bisherigen Gemeinden Aulhat-Saint-Privat und Flat, die in der neuen Gemeinde den Status einer Commune déléguée haben. Der Verwaltungssitz befindet sich im Ort Flat.

## Gliederung
| Ortsteil               | ehemaliger INSEE-Code | Fläche (km²) | Einwohnerzahl zum 1. Januar 2022 |
| ---------------------- | --------------------- | ------------ | -------------------------------- |
| Flat (Verwaltungssitz) | 63160                 | 4,22         | 459                              |
| Aulhat-Saint-Privat    | 63018                 | 8,56         | 479                              |

## Lage
Die Gemeinde liegt rund fünf Kilometer nordöstlich des Stadtzentrums von Issoire. Das Gemeindegebiet wird vom Fluss Ailloux durchquert.